# Ischnodes
Ischnodes là một chi bọ cánh cứng trong họ 
Elateridae.
Chi này được miêu tả khoa học năm 1844 bởi Germar.

## Các loài
Các loài trong chi này gồm:
- Ischnodes elguetai Aranda, 1999
- Ischnodes kadleci Mertlik, 2005
- Ischnodes maiko Suzuki, 1985
- Ischnodes reedi Candèze, 1881
- Ischnodes sanguinicollis (Panzer, 1793)
- Ischnodes sibiricus Cherepanov, 1966